# Automotores Franco Chilena
Automotores Franco Chilena S.A. war ein chilenischer Automobilhersteller mit Sitz in Los Andes.

## Geschichte
Im Jahr 1968 wurde Industria Automotriz Renault Chile als Tochtergesellschaft von Renault in Arica gegründet. Dort wurde der R4 hergestellt, dessen Produktion 1971 in ein Werk nach Los Andes verlagert wurde. Peugeot stellte ebenfalls bereits Fahrzeuge (404) in einem Werk in Arica her.
Die chilenische Regierung unter Salvador Allende beschloss Anfang der 1970er Jahre eine staatlich gelenkte Umstrukturierung der Automobilindustrie. Dazu wurde das Joint Venture Corfo-Citroën genehmigt, um kleine Fahrzeuge zu produzieren. Renault und Fiat sollten mittelgroße Autos herstellen, während Peugeot für große Fahrzeuge zuständig sein sollte.
Peugeot beschloss daraufhin, ein Gemeinschaftsunternehmen mit Renault (48 %) zu gründen. In Los Andes wurde das Werk der Automotores Franco Chilena S.A. gegründet. Gleichzeitig wurde das Montagewerk in Arica geschlossen.
Als 1976 der inländische Vertriebspartner schloss, entschied sich Peugeot für die Gründung einer Tochtergesellschaft unter dem Namen Peugeot Chile Ltda., die zwei Jahre später in einer Aktiengesellschaft (S.A.) umgewandelt wurde.
Mit einer Öffnung des Inlandsmarkts ab 1979 boomten die Einfuhren nach Chile. Ebenso wurden die Produktionsbeschränkungen aufgehoben. Im Jahr 1982 hatte Automotores Franco Chilena einen Anteil von rund 33,5 % an der chilenischen Fahrzeugproduktion (3437 von 10255 Fahrzeugen).
Die Herstellung von Renault-Modellen endete 1991. Im Jahr 1992 übernahm Peugeot die Unternehmensbeteiligung von Renault, die jedoch das bereits 1969 gegründete (und 1980 vollständig übernommene) Getriebewerk Cormecanica in Los Andes behielten. Einer Quelle zufolge hat Cormecánica ebenso Fahrzeuge hergestellt: beispielsweise 1143 Renault im Jahre 1998.
Im Jahr 1996 wurde das 100.000. Fahrzeug produziert. In den Jahren 1997 bis 1999 stellte das Unternehmen 2376, 1688 bzw. 219 Fahrzeuge her (vor dem Hintergrund einer Rezession in den Jahren 1998 und 1999). Die Montagetätigkeit endete 2004. Seit 2012 wird das Unternehmen als Vertriebszentrum genutzt.

## Modelle
Im neuen Werk wurden der Peugeot 404, später der 504 (auch als Pickup) sowie der 505 Break hergestellt. Später kamen 305, 306 und 205 hinzu.
Die Modelle 405, 406 und 206  wurden unter anderem auch für den Export nach Mexiko, Ecuador, Venezuela und Kolumbien hergestellt.
Vom Peugeot 504 mit 1,8-l-Motor wurden in vier Jahren mehr als 8000 Exemplare produziert. Von dem ab 1979 gebauten 504 2000 SE kamen in drei Jahren mehr als 4300 Fahrzeuge hinzu.
Renault stellte in Los Andes zuerst den R4 und den R12 her. Im Jahr 1979 folgte der Renault 18. Tatsächlich wurde Los Andes damit zum zweitwichtigsten Produktionsort dieses Modells.